# 哥吉拉-1.0
《哥吉拉-1.0》（日語：ゴジラ-1.0）是一部2023年日本怪獸電影，是哥吉拉系列的第30部電影。也是東寶的第33部哥吉拉電影及該系列於令和時代的第五部電影。該電影由山崎貴執導、編劇並負責視覺特效。東寶工作室和ROBOT製作，由東寶發行，電影以1945年至1948年間的戰後日本為背景，日本政府必須應對哥吉拉出現的情況。
2022年2月，ROBOT在其網站上透過招募通告公開宣布山崎即將執導一部怪獸電影；這將是山崎第三次在螢幕上詮釋哥斯拉，因為他此前曾於《三丁目的夕陽2》（2007年）和《西武園哥吉拉之旅》（2021年）中透過數位生成圖像使用哥吉拉。電影的拍攝工作主要在2022年3月至6月期間在關東和中部地方進行。視覺效果公司白組透露，視覺效果將於2022年11月開始製作，並計劃在2023年2月結束，將在他們位於調布市的工作室進行。
《哥吉拉-1.0》計劃於2023年11月1日在第36屆東京國際電影節上首映擔任閉幕片。東寶計劃於同年11月3日在日本上映，以慶祝該系列的70週年，該週年慶典將在次年舉行。東寶的美國子公司東寶國際隨後將於2023年12月1日在美國全國範圍內上映。該電影的預算為1,500萬美元，但其在全球票房收入超過1.05億美元，成為有史以來票房最高的日本電影之一，並超越《正宗哥吉拉》成為最成功的日本哥吉拉電影。電影也廣受好評，美國影評人稱讚該片的視覺效果、故事、角色、社會評論，並將其與最近的好萊塢電影相提並論。黑白版於2024年1月12日在日本發行。本片獲得第96屆奧斯卡金像獎最佳視覺效果，使其成為第一部獲得奧斯卡獎的哥吉拉電影，也是首部獲得奧斯卡最佳視覺效果獎項的日本電影。該片同時在日本獲得多項獎項提名，其中包括第48屆報知電影獎四項提名及第78屆每日電影獎六項提名。

## 劇情
1945年，第二次世界大戰末期，日本海軍神風特攻隊飛行員敷島浩一少尉駕駛三菱A6M零式艦上戰鬥機降落在大戶島上的日軍基地，海軍大戶島分遣隊機械維修士橘宗作推斷敷島是透過佯裝技術問題逃離戰場。當天晚上，一隻外形像恐龍的大型生物哥吉拉襲擊基地，敷島因過度驚慌而愣住，無法從飛機上射擊哥吉拉並被其擊昏。而橘是這次襲擊中唯一倖存的機械師，強烈指責敷島沒有採取行動。

電影中導致哥吉拉變異的十字路口行动。

敷島隨著日本戰敗回到家鄉，卻發現他的父母在東京的轟炸中喪生。受身為倖存者的愧疚感困擾，他偶然收留並照顧一名同樣在爆炸中失去父母的婦女大石典子、以及一名被典子救出的孤兒明子，並在一艘掃雷艦上找到工作，任務是清除二戰時留下的水雷。與此同時，美國在比基尼環礁進行的核子試驗，使哥吉拉身體發生變異並獲得比之前更強大的力量；它擊沉美國潛艦紅魚號，並陸續摧毀其他幾艘正在前往日本的船隻。由於美國與蘇聯目前正處於緊張關係，道格拉斯·麥克阿瑟將軍批准使用幾艘退役的日本帝國海軍艦艇外，表示美國不會提供日本任何幫助。而日本政府擔心引起恐慌，故此沒有向民眾通報。
1947年5月，敷島和他的掃雷艇船員前往小笠原群島，奉命用水雷牽制接近日本的哥吉拉。他們將水雷放入哥吉拉的嘴裡並引爆，雖然對它造成嚴重傷害，卻目睹它破損的嘴部快速再生恢復。隨後高雄號重巡洋艦趕到並與哥吉拉交戰，哥吉拉卻在海中釋放放射熱線將其摧毀。回到東京後，受傷的敷島向典子講述戰時的他在哥吉拉襲擊中倖存的遭遇，幾天後，哥吉拉登陸日本並襲擊典子工作的銀座，典子在最初的攻擊中倖存，並與敷島重逢。直到哥吉拉被四輛負責保衛國會議事堂的四式中戰車的炮火激怒，用放射熱線摧毀周邊大部分地區，造成約三萬人死亡，而典子在爆炸中為了救敷島以致遭放射熱線產生的暴風吹襲失蹤，並被推定死亡，再次失去親人的敷島因悲痛而發誓要報仇。
由於對政府的無所作為感到沮喪，掃雷艦的船員兼前海軍工程師野田健治制定一項殺死哥吉拉的作戰計劃。方法是將哥吉拉引誘到相模灣，用大量裝滿氟利昂的氣罐包圍它，而罐子破裂釋放大量氣泡減少海水浮力，進而讓哥吉拉沉入1500英呎水下。若哥吉拉沒有被水壓殺死，則用充氣裝置將哥吉拉浮起，透過爆炸性減壓徹底殺死它。為了實施計劃，野田招募大量退伍海軍駕駛已解除武裝的日本海軍驅逐艦，敷島則想辦法找到橘和解，委託他修復一架故障的震电戰鬥機，表示自己計劃採用飛入哥吉拉嘴中並引爆機上炸藥的自殺式攻擊。深知自己有去無回，敷島將明子交給鄰居澄子照顧。
當敷島駕駛戰鬥機將再次上岸的哥吉拉引誘到兩艘驅逐艦設置的陷阱時，澄子收到一封發給敷島的電報。而哥吉拉在最初的墜海中倖存下來，僅僅在上浮期間由於減壓引起的減壓症而遭受嚴重傷害。由於哥吉拉試圖咬斷身上纏住的鋼纜來掙脫束縛，造成上浮一度停止，加上兩艘驅逐艦難以負荷其重量，但一行人在民間拖船隊的幫助下順利將哥吉拉拖到水面。憤怒的哥吉拉準備用放射熱線摧毀所有船隻，但敷島將飛機撞入哥吉拉嘴裡，成功將其頭顱爆破，導致它被自身放射熱線的能量反噬，身體慢慢崩解而沉入海中。而敷島及時使用橘在機上安裝的彈射座椅，在撞入前彈射並跳傘到安全地帶，船員歡呼並懇求敷島放下愧疚、繼續生活。
勝利後，敷島得到澄子緊急送來的電報，他根據電報抱著明子來到一家醫院，在那裡與在銀座災難中受傷卻倖存的典子重聚，但未注意到她的脖子上蔓延著黑色瘀傷。在此同時，哥吉拉的肉體卻在海裡開始重新再生。

## 主要登場角色
敷島浩一
飾演者：神木隆之介；台灣配音：張立昂
本作男主角，一名因膽怯而逃離戰場的神風特攻隊飛行員，在大戶島近距離目睹哥吉拉襲擊。雖然在戰爭中倖存下來，卻在東京大轟炸中失去家鄉與父母，直到遇見典子而開始重新生活。
大石典子
飾演者：濱邊美波；台灣配音：張乃文
本作女主角，一名在戰後滿目瘡痍的日本獨自堅強生活的女性，在戰爭中失去父母、受人之托而領養幾個月大的明子，偶然認識敷島後組成一家三口。
水島四郎
飾演者：山田裕貴；台灣配音：林柏昱
敷島戰後工作的掃雷艇上的年輕水手，沒機會參戰的他嚮往戰爭。
橘宗作
飾演者：青木崇高；台灣配音：宋克軍
二戰時期的日本海軍，在大戶島服役的飛機修理工，因敷島的膽怯造成同伴傷亡而對其怨恨。後來釋懷加入了野田策畫的作戰。
野田健治
飾演者：吉岡秀隆；台灣配音：何志威
敷島戰後工作的掃雷艇上的技術員，前日本海軍工程師。
太田澄子
飾演者：安藤櫻；台灣配音：林筱玲
敷島的鄰居，因戰爭失去子女和家人。後來對明子視如己出，常給予生活上的幫助。
秋津清治
飾演者：佐佐木藏之介；台灣配音：馬伯強
敷島戰後工作的掃雷艇上的船長。

## 主要演員名單

### 演員
- 敷島浩一 - 神木隆之介[16][17]
- 大石典子 - 濱邊美波[16][17]
- 水島四郎 - 山田裕貴[16][17]
- 堀田辰雄 - 田中美央（日语：田中美央（演員））
- 齋藤忠征 - 遠藤雄彌
- 板垣昭夫 - 飯田基祐（日语：飯田基祐）
- 明子 - 永谷咲笑
- 阿南健治（日语：阿南健治）
- 水橋研二（日语：水橋研二）
- 須田邦裕（日语：須田邦裕）
- 元軍人谷口 - 谷口翔太（日语：谷口翔太）
- 中台あきお
- 佐佐木一平
- 中村織央
- 元軍人鰐渕 - 鰐渕将市
- 西垣匠
- 佐佐木風磨
- 長部努
- 小松勇司
- 整備兵・稻垣榮次郎 - 三濃川陽介（日语：三濃川陽介）
- 整備兵・加治木定吉 - 日下部千太郎（日语：日下部千太郎）[18]
- 川端康太
- 古堅元貴
- 吉川裕斗
- 整備兵・谷 - 大島祐也
- 整備兵・山縣重治 - 赤妻洋貴（日语：赤妻洋貴）
- 濱中遼
- 荒谷清水（日语：荒谷清水）
- 塚本幸男
- 大宮将司
- 麥可·艾瑞亞（英语：Michael Arias）
- 松原正隆（日语：松原正隆）
- 古山憲太郎（日语：古山憲太郎）
- 松井工
- 平原哲（日语：平原テツ）
- 鳥谷宏之（日语：鳥谷宏之）
- 運轉士 - 千葉誠太郎
- 車掌 - 小熊樹
- 間瀬英正
- 大西遼
- 高雄號乘組員 - 持永雄恵
- 高雄號乘組員 市川大貴（日语：市川大貴）
- 太田靖則
- 野田健治 - 吉岡秀隆[16][17]
- 元軍人- 土橋竜太
- 斉藤淳
- 山田将之
- 佐藤五郎
- 藤田啓介
- 若林佑太
- 福田航也
- 杉崎シュンペーター
- 高尾悠希
- 苅田裕介
- 元軍人松本 - 松本誠
- 長島慎治（日语：長島慎治）
- 山本晃大（日语：山本晃大）
- 山田英彦
- 東洋氣球工作人員 - 伊藤亜斗武（日语：伊藤亜斗武）
- 山田ジャンゴ
- 東洋氣球工作人員 - 保里ゴメス
- 橘的助手 - 阿部翔平（日语：阿部翔平）
- 嶋田彥
- 木原勝利
- 矢作マサル（日语：矢作マサル）
- 俵木藤汰（日语：俵木藤汰）
- 原田悅嗣
- 仲城煎時
- 明樂哲典（日语：明樂哲典）
- 大野真緒（日语：大野真緒）
- 北御門亜美（日语：北御門亜美）
- 逃跑的市民 - 羊華
- 得田舞美（日语：得田舞美）
- 植田倖瑛
- 鶴田翔（日语：鶴田翔）
- 荒木誠（日语：荒木誠）
- 相澤大翔
- 長谷川瑞己（日语：長谷川瑞己）
- 井上喜介（日语：井上喜介）
- 未来みき
- 阿部大地（日语：阿部大地）
- 三浦理香子[b]
- 橋爪功（日语：橋爪功）（字幕未列名）[c]
- 剛州（日语：剛州）
- 小野瀬侑子（日语：小野瀬侑子）
- 奥田誠治（日语：奥田誠治）
- 橘宗作 - 青木崇高[16][17]
- 太田澄子 - 安藤櫻[16][17]
- 秋津淸治 - 佐佐木藏之介[16][17]

### 配音員
- 筱井榮介（日语：筱井榮介）
- 暴露在爆炸中的人，廣播播音員 - 笠井信輔（日语：笠井信輔）（雙重角色）[19]
- 尖叫聲 - 早織（日语：早織）
- 米本学仁（日语：米本学仁）
- 仲義代（日语：仲義代）
- 殖田育夢
- 千葉恵太
- 中野匡人（日语：中野匡人）
- 内田清
- 桜彩（日语：桜彩）
- 加茂井彩音
- 三宅里沙
- 青木真美

## 製作

### 製作人員
- 製作 - 市川南（日语：市川南）
- 製片 - 臼井央、阿部秀司（日语：阿部秀司）
- 企劃與製作 - 山田兼司、岸田一晃
- 製片 - 阿部豪、守屋圭一郎
- 協力製片 - 上田太地、山內章弘
- 首席哥吉拉負責員 - 大田圭二
- 製片 - 櫻井紘史
- 視覺效果總監 - 澀谷紀世子
- 哥吉拉設計 - 山崎貴、田口工亮
- 攝影 - 柴崎幸三（日语：柴崎幸三）
- 照明 - 上田成之（日语：上田なりゆき）
- 美術 - 上條安里（日语：上條安里）
- 裝飾 - 龍田哲児
- 錄音 - 竹內久史
- 特殊機械 - 奧田悟
- 剪輯 - 宮島竜治（日语：宮島竜治）
- 著色師 - 石山將弘
- 音響效果 - 井上奈津子
- 選曲 - 藤村義孝
- 服裝 - 水島愛子
- 化妝 - 宮內三千代
- 選角 - 杉野剛
- 劇本記錄員 - 阿保知香子
- 助理導演 - 安達耕平
- 製作負責人 - 橫井義人
- 製作總監 - 會田望
- 音樂 - 佐藤直紀[17]、伊福部昭（《哥吉拉》、《摩斯拉對哥吉拉》、《金剛對哥吉拉》）
- 製作協助 - 阿部秀司事務所
- 視覺效果製作 - 白組
- 製作公司 - TOHO工作室（日语：TOHOスタジオ）、ROBOT（日语：ロボット_(企業)）
- 導演、編劇、視覺特效總監 - 山崎貴[17]
- 製作發行 - 東寶

### 開發

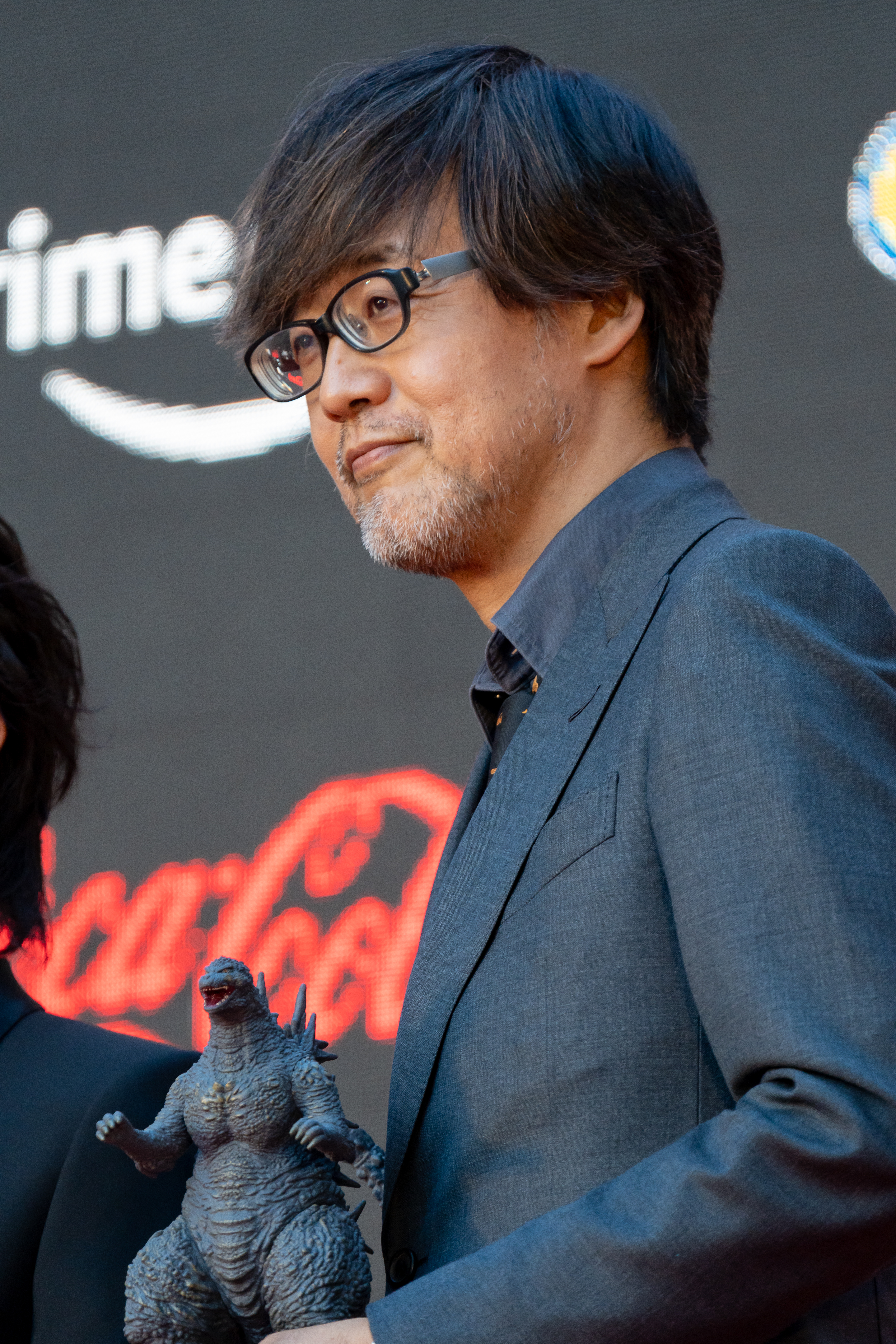
山崎貴，本作導演、編劇及視覺效果總監。

2016年，東寶發行了日本電影《正宗哥吉拉》，第三次重啟了哥吉拉系列。該部電影在日本影院獲得了廣泛好評，並贏得了第40屆日本電影學院獎在內的多個獎項，成為東寶哥吉拉系列中票房最高的電影。次年， 《正宗哥吉拉》的聯合導演樋口真嗣在粉絲大會G-Fest上表示，該電影潛在性的續集要到2020年之後才能製作，原因是東寶與正在製作以哥吉拉為主角的怪獸宇宙電影的傳奇影業簽訂了合同。
2018年，東寶透露《正宗哥吉拉》不會有續集，但他們計劃建立一個類似於漫威電影宇宙的哥斯拉系列的新共享宇宙。新聞網站Screen Rant後來提出，《哥斯拉-1.0》可能成為此計劃的基礎。
2019年，繼電影《阿基米德大戰》上映之後，山崎貴受命拍攝哥吉拉電影。他開始準備這個項目，最初共花了一年的時間來編寫劇本，然而，嚴重特殊傳染性肺炎疫情迫使劇組推遲電影拍攝，從而使劇本得以重寫。據報道，劇本歷時三年完成。
《哥吉拉-1.0》標誌著山崎第三次涉足哥吉拉的製作。其首部作品是《三丁目的夕陽2》（2007年），在電影夢幻的開場場景中首次呈現哥吉拉的場景。在《-1.0》的前期製作階段，他還指導並參與了西武園的運動模擬器遊樂設施《哥吉拉之旅：巨型怪獸終極之戰》（2021）的特效製作；而《-1.0》中哥吉拉的設計則是沿用該設施中的版本再加以改良。
2022年2月18日，ROBOT工作室通過其官方網站上的選角資訊宣布此電影的計畫，並暫定該片命名為《超大作怪獣映畫》。ROBOT工作室表示該電影由山崎貴執導，並將與東寶聯合製作。
白組於2022年8月開始招募視覺特效設計師和合成師。2022年11月3日，東寶在慶祝1954年電影《哥吉拉》上映68週年紀念之「哥吉拉日」時，則宣布該片將以哥吉拉為主題的新作電影，並釋出以字母「G」為主題的視覺圖，電影則交由以執導《永遠的三丁目的夕陽》系列聞名的山崎貴負責擔任本作的導演、劇本和視覺特效。山崎則宣布現階段的拍攝作業已經結束，詳細作品資訊將在日後公佈。在2022年12月13日的新聞發布會上，東寶策劃部主任臼井久暗示新電影與原1954年的《哥吉拉》有關。在電影宣布後，山崎講述了他對該片的構想和願景：
戰後的日本已經失去了一切。而電影描述了一種前所未有的絕望存在。電影標題《哥吉拉-1.0》就是基於這種情感創造的。為了描繪這一點，我和工作人員一直合作，創建了一個設置，讓哥吉拉看起來彷彿是『恐懼』本身正在向我們走來，絕望堆疊在絕望之上。我認為這是我迄今為止所有電影的巔峰，值得在電影院中『體驗』而不僅僅是『觀看』。我希望您能在最佳環境中體驗最可怕的哥吉拉。
其中，《哥吉拉-1.0》的英日標題是由製片人阿部秀司構思的，山崎認為阿部受到了广濑正的科幻小說《負零》的影響。東寶於2023年7月11日申請了日文名稱商標。
《哥吉拉-1.0》的預算不到传奇影业製作的上一部哥吉拉電影《哥吉拉大戰金剛》（2021年）的10%。《綜藝》、IGN、BBC和《泰晤士報》在內的多個消息來源報道稱，這部電影的預算為1500萬美元（約22億日元），然而，山崎在2023年東京動漫展上表示電影預算實際上比外界預估的更少，並表示「我希望有那麼多」。此前，山崎還否認預算為10億日元，聲稱這部電影的成本要高得多。

### 編劇

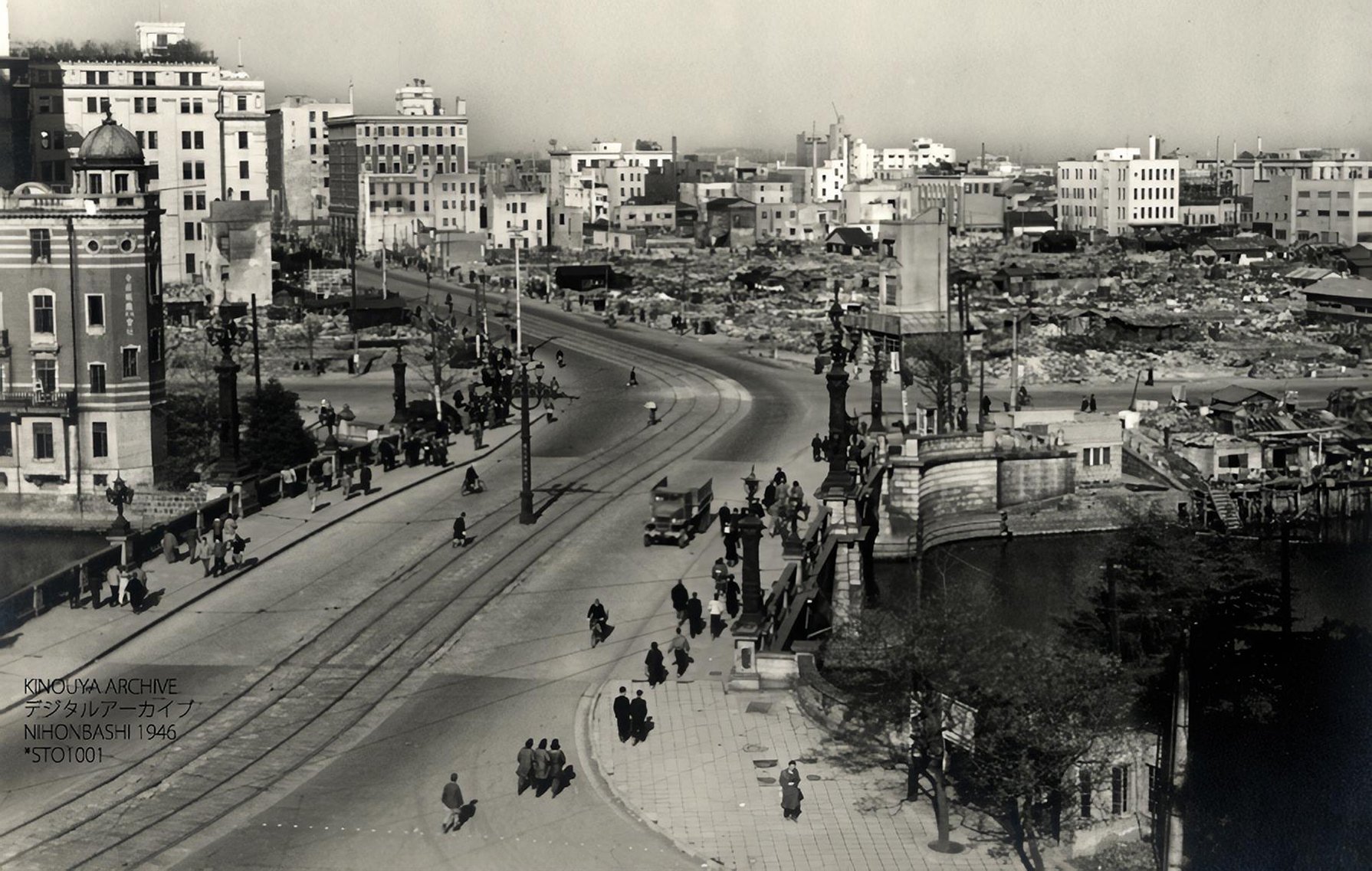
1946年的東京，戰後日本成為本次電影所屬的時代背景。

山崎在接受日本《AERA》雜誌的採訪時表示，他創作這個故事的主要靈感來自全球在經歷2019冠狀病毒病疫情期間普遍存在的焦慮感和政府的不可靠性。他希望透過電影清晰地反映這些事件。並有意避免設定影片在現代日本，以及避免汲取2011年福島第一核電廠事故的靈感，及與先前的《正宗哥吉拉》（2016年）過於相似的元素。相反，山崎選擇將故事背景設定在戰後的日本，使得電影焦點轉向了反戰主題、包括在創傷、希望、內疚和救贖。他強調，《哥吉拉》的象徵意義在於呈現日本對核子浩劫的觀點，並呼應了1954年原版《哥吉拉》電影。
為了豐富電影的元素，山崎還決定將一些具有軍事歷史意義的元素包括在內，如四式中戰車、震電戰鬥機、高雄號重巡洋艦、雪風號驅逐艦、潮號驅逐艦 (吹雪型)和響號驅逐艦。並表達了對這些軍事元素的喜好，強調這是首次在電影中呈現這些元素。
山崎進一步透露，在編寫劇本時，他深受金子修介的《哥吉拉·摩斯拉·王者基多拉 大怪獸總攻擊》（2001年）的影響，並稱其為他最喜愛的哥吉拉電影。對於《哥吉拉-1.0》，他在觀看《大怪獸總攻擊》時與金子討論中反思，說道：「我有一段時間忘記了《大怪獸總攻擊》的內容，但似乎我在寫《-1.0》的劇本時自覺地想到了這一點。雖然當時並不自覺，但我受到了相當大的影響。」山崎還提到，《哥吉拉-1.0》的靈感也來自1954年原版哥吉拉電影、史蒂芬史匹柏的《大白鯊》（1975年）、宮崎駿的電影。2014年電影《哥吉拉》導演加雷斯·爱德华認為史匹柏的電影《第三類接觸》（1977年）、《侏羅紀公園》（1993年）以及克里斯多福諾蘭的《敦克爾克大行動》（2017年）可能對電影產生其他潛在影響。

### 選角
在前期製作階段，製片人市川南邀請神木隆之介和濱邊美波分別飾演主角敷島浩一和大石典子，之前兩人曾在NHK連續電視小說《爛漫》（2023年）中擔任相似角色（但實際上神木與濱邊接演本片，均為在拍攝NHK晨間劇之前）。山崎透露，他之所以選擇佐佐木藏之介飾演秋津清治艇長，是因為他在連續電視小說《少女的時代》（2017年）等作品中的表現對他產生了深遠的影響。山崎試圖在電影挑選有才華的演員，以將身處昭和時代背景的角色進行令人信服的詮釋，並使哥吉拉在電影中的存在更加真實。他的選角決定幾乎沒有受到之前哥吉拉電影的影響，因為這部電影講述的是1940年代普通日本人的生活，而不是政客、官僚、科學家和自衛隊。這樣做的原因是希望觀眾能夠在戰後背景下，與角色產生共鳴和聯繫。
大石和敷島的養女明子原規劃為男孩。然而，在遇到兩歲童星永谷咲笑後，山崎決定改變此點並讓她飾演這個角色。當被問及如何讓永谷在某些場景中哭泣時，導演回答說「我找到一個天才了」。

### 拍攝

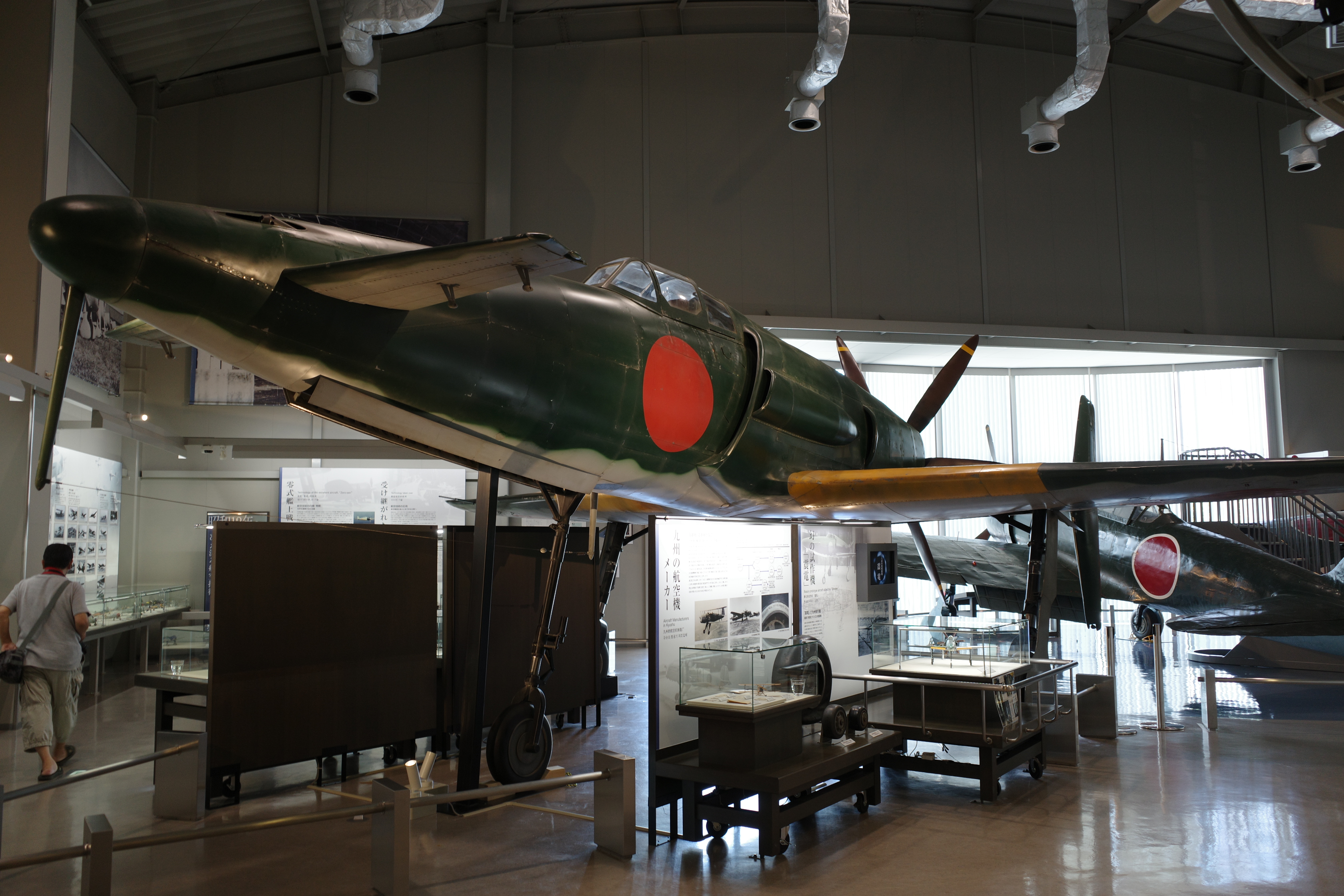
筑前町立大刀洗和平記念館的九州J7W震电战斗机複製品，作為本片的道具使用。

主體攝影於本州的關東地方和中部地方進行，包括愛知縣和長野縣一帶，拍攝於2022年3月17日開始，約於6月11日結束。根據Robot的官方網站，電影的故事背景設定在1945年至1947年之間，因此對於演員的服裝尺寸、髮型（宣稱長髮男性必須燙髮）以及髮色（宣稱不允許染髮）都有相應的限制。影片的海上場景是在濱名湖和遠州灘拍攝的。在2022年4月至6月期間，天龍川附近的一些社區企業協助劇組改裝和維護船隻，以拍攝遠州灘的海軍場景。另一個拍攝地點是長野縣岡谷市。製作預算預計為1500萬美元。
東寶以1:1比例製作了九州J7W震电战斗机的複製品，並在2022年以匿名方式將其捐贈給福岡縣筑前町的筑前町立大刀洗和平記念館。直到電影上映後，東寶才揭示他們的參與。

### 後期製作
2022年8月，白組透露後期製作計劃於2022年8月開始，並於2023年1月結束。然而其網站指出開始日期為「可協商」狀態，後來將日期更改為2022年11月至2023年2月。他們還表示將使用3D動畫軟件Houdini和Maya進行設計，並使用Nuke進行視覺效果的合成。

### 音樂
山崎的合作者佐藤直紀為這部電影譜寫了配樂。Ramble Records在2023年10月28日發行了《哥吉拉-1.0》原聲帶CD，並在11月24日推出了限量版黑膠唱片。2024年1月19日，東寶宣布將與Waxwork Records合作發行黑膠版本原聲帶。
在創作配樂時，佐藤從吉卜力工作室的動畫電影中汲取靈感，營造出淒美的場景，並利用伊福部昭的音樂強調怪獸序列。伊福部昭為《哥吉拉》（1954年）、《金剛對哥吉拉》（1962年）和《摩斯拉對哥吉拉》（1964年）創作的庫存曲目也被用於某些場景。
音效方面由井上奈津子負責。他認為他的目的是使用現代音響系統重現原始哥吉拉的咆哮聲。在嘗試了多種方法來保持聲音完整後，井上認為聲音不夠強烈，因此他選擇在戶外錄製並利用迴聲來增強聲音。她決定在千葉海洋球場播放咆哮聲，創造出想要的新鮮音效，他認為這是唯一能滿足他們需求的體育場，因為它有巨大的揚聲器，沒有天花板，空間寬敞，而且有輕微的傾斜。井上回憶起增強體育場的轟鳴聲時說：「我永遠不會忘記當我從電子公告牌後面最大的揚聲器播放這首歌時所感受到的情感」；山崎回憶道：「當我想到真正看到哥吉拉的人會聽到這個聲音時，我感到心底一陣顫抖。」
製作人阿部秀司表示，哥吉拉攻擊國鐵63系電車的場景使用一畑電車DeHaNi 50型的音效，它是日本現存最古老的車輛之一，因為劇組試圖透過實用的聲音來增強戰後背景。

## 發行

### 營銷
第二次世界大戰結束後，日本的經濟狀況已降至零。哥吉拉的出現讓整個國家陷入了消極狀態。——東寶
2023年6月12日，電影的官方Twitter帳號開始進行每日倒數，涵蓋了東寶的所有真人哥斯拉電影，從他們之前的電影《正宗哥吉拉》（2016年）開始。到了7月11日，東寶解除了有關他們的秘密怪獸電影計劃的禁令，這部電影被揭示為《哥吉拉-1.0》，7月12日，電影的前導預告、海報正式公開，並公告將於12月1日於美國上映、電影商品，以及哥吉拉全身照片的消息。。
7月13日，玩具廠商BANDAI的Tamashii展示了他們的「S.H. MonsterArts」系列中推出的哥吉拉可動玩偶；該商品是在基於電影的3D建模資料及山崎導演的監督下，由酒井裕司擔任原型製作。在山崎貴的故鄉長野縣松本市，從7月15日到10月29日期間，舉辦了一個名為「山崎貴 Film Director 的視覺世界」展覽，展示了電影的一系列預售產品和宣傳活動。7月30日，該電影版本的哥吉拉的2公尺高雕像在2023年夏季奇蹟節上展出。
應東寶的要求，睡魔師福士裕朗花費了大約一個月的時間創建了一個哥吉拉的雕像，稱為「哥斯拉花燈」，以在8月4日至8日於青森縣五所川原市舉辦的青森睡魔祭期間宣傳即將上映的電影。這部電影將在東京巨蛋與讀賣巨人隊進行聯名合作，於10月1日舉行對陣東京養樂多燕子的比賽；場館內將展示「特別合作」影像和一尊3.6米高的哥吉拉雕像。8月24日，山崎已選擇「4個哥吉拉作品」作為9月和10月的放映前導，並設有講座節目。8月24日，山崎宣布作為《哥吉拉-1.0》上映前預熱，他選定了四部哥吉拉作品在9月和10月上映。每次放映會都會進行一場附帶的脫口秀，包括樋口真嗣擔任放映1954年哥吉拉原版電影的嘉賓，村瀨繼藏擔任《三大怪獸 地球最大決戰》的嘉賓、山崎選定放映的第三部和第四部哥吉拉電影，是金子修介的《哥吉拉·摩斯拉·王者基多拉 大怪獸總攻擊》及首次採用黑白版本的《正宗哥吉拉：ORTHO》，製作黑白版的計劃庵野接受活動嘉賓演講邀請後提出的建議，由樋口和副導演尾上克郎擔任監修，金子和庵野也是各自電影座談會的嘉賓。
9月2日，東寶公佈正式預告片將在兩天後發布。9月4日，正式預告隨電影發表會正式公開，並宣布演員陣容，其中神木隆之介和濱邊美波被選定為主演，他們兩人先前曾在NHK晨間劇《爛漫》中合演。對於選角方面，製作人市川表示：「大約是在2020年左右，當時疫情爆發，我們在與製片人和導演協商的過程中，決定邀請神木和濱邊參與演出。這兩位演員在2019年已經參演過《屍人莊殺人事件》，我們讓他們讀過劇本，並且得到了熱烈迴響表示同意接演。所以，他們兩位是在接演本片之後才加入晨間劇演出的。」
9月22日，官方網站揭露由山崎編劇的電影小說將在11月8日由集英社在日本出版。9月25日的新聞發布會上，成為片中部分場景拍攝地點的濱松市濱名湖將在10月底準備在湖邊進行「外景巡遊」以宣傳電影，試圖將取景地打造成旅遊景點。9月27日，藤田觀光在新聞稿中表示，位於神奈川縣箱根町的小湧園溫泉水上樂園將於10月20日至2024年1月8日期間舉辦與電影合作的活動。
於10月7日，《哥吉拉-1.0》的幕後花絮在信州電視台第4頻道播出作為電視特別節目的一部分，由吉岡秀隆擔任旁白。10月16日，東寶宣布《哥吉拉-1.0》將成為第一部以270度全景電影格式ScreenX放映的日本電影。10月18日，山崎和電影演員亮相了新宿歌舞伎町哥吉拉街的紅毯首映式；這條紅毯長達50.1公尺，與《哥吉拉-1.0》中登場的哥吉拉虛構高度相符。日本各地的電視台則預定在10月下旬開始播放電視特別節目，包含對山崎、神木和濱邊的採訪。為宣傳電影，軟性飲料製造商Cheerio將於11月6日推出一款以哥吉拉為主題的飲料。

### 上映
《哥吉拉-1.0》於2023年11月1日在第36屆東京國際電影節上作為閉幕片放映。此後，該電影將於同年11月3日在日本上映，以慶祝首部電影上映70週年紀念。在2023年6月27日，映畫倫理機構對電影進行了審查，並為其在日本上映時評定了「G」級（適合所有年齡段）的評級。
在北美地區，該電影於2023年12月1日開始上映、將在美國1,000家影院上映。根據東寶王國網站的報導，東寶的美國子公司東寶國際將在美國發行該電影，並確認將在2023年11月10日在洛杉磯舉行美國紅毯首映式和「特別放映會」。搶先體驗粉絲活動放映會則將在11月29日在美國各地以選定的大螢幕格式進行。
根據《连线》雜誌表示，該片也將於12月開始在其他西方國家上映。這部電影將於12月1日透過當地發行商Sugoi Co.在澳洲和紐西蘭電影院上映。Anime Limited定於12 月15日在英國和愛爾蘭上映。

### 黑白版
名為《哥吉拉-1.0/減色》（ゴジラ／，Godzilla Minus One/Minus Color）的黑白版本於2024年1月12日在日本上映。該版本的製作不僅僅是將彩色影片轉換成單一顏色，而是經過剪輯和副剪輯的全新處理。山崎在一份聲明中解釋道：「我們運用各種遮罩進行調整，讓這部片子在處理過程中宛如創作一部嶄新的電影。」。
黑白版本的目標是賦予電影更加紀錄片風格的恐怖氛圍，同時向1954年的第一部哥吉拉電影致敬。黑白版同時也是製作人阿部秀司的遺作，他於2023年12月11日去世。

## 迴響

### 票房
《哥吉拉-1.0》首映在日本票房排名第一，上映三天內共售出64萬張門票，收入達10.4億日圓。首映週末，該片在49家IMAX影院收穫了120萬美元的票房，成為2023年日本真人電影中首映週票房最高的電影。
| 上一届： 《勿說是推理電影版》 | 2023年日本週末票房冠军 第44週-46週 | 下一届： 《飛翔吧！埼玉~來自琵琶湖的愛~》 |

據《綜藝》在11月22日報道稱，該片票房收入為2000萬美元。截至2024年1月28日，該片在日本的票房收入為363萬張，收入為55.9億日圓。
《哥吉拉-1.0》的全球票房遠遠超出了東寶的預期，在美國和加拿大，該片與《文藝復興：碧昂絲的電影》、《無聲夜》和《轉變》一起上映，預計首映週末在2,308家影院獲得700-1000萬美元的票房收入。該片首日票房為470萬美元，其中周三和周四的預映收入為210萬美元。首映票房達到1,100萬美元，名列第三，因而打破了日本真人電影在美國首映週末的紀錄。此外，並成為2023年北美首映票房最多的外語片，超越了《鬼滅之刃 刀匠村篇》的開畫成績，成為美國歷史上最成功的現場表演-日本歷史上的動作電影。
截至12月17日，《哥吉拉-1.0》成為美國有史以來票房第六高的日本電影。並在短時間內成為2023年美國票房超過4000萬美元的50多部影片之一。同時，首周末在巴西上映，排名第二，在英國，票房收入達816,891英鎊。Deadline報導，《哥吉拉-1.0》的廣泛海外發行是「日本有史以來最成功的發行電影之一」。截至2024年1月10日，《哥吉拉-1.0》成為美國第二高票房的日本電影，超越了《鬼滅之刃劇場版 無限列車篇》，但仍落後於《神奇寶貝劇場版：超夢的逆襲》（1998年）同時，電影也超越了奉俊昊的《寄生上流》（2019年），成為北美有史以來第三高票房的外語電影。
在美國和加拿大，《哥吉拉-1.0》的最終票房收入達到56,418,793美元；在日本為37,754,224美元；在澳洲為1,335,289美元；在德國為204,195美元；在墨西哥為5,552,898美元；在荷蘭為225,061美元；在葡萄牙為221,531美元；在義大利為154,198美元；在紐西蘭為217,897美元；在挪威為122,150美元；在西班牙為228,148美元；在英國為3,185,119美元。東寶於1月12日宣布，該片全球的票房收入達140億日圓（9,644萬美元）。並已超越《正宗哥吉拉》，成為有史以來票房最高的日本哥吉拉電影，全球票房約為105,618,276美元。

### 評價
《哥吉拉-1.0》在日本和美國評論家間獲得一致好評。在日本評論聚合網站Filmarks上根據4747則評論，本片目前平均評分為 4/5，超越《哥吉拉》（1954年）和《正宗哥吉拉》（2016年），成為該系列最高評分的系列電影。在爛番茄評論聚合網站上，基於206條評論，該影片的支持率為99%，平均評分為8.5/10。該網站的共識是：「以引人入勝的人類故事為主角，《哥吉拉-1.0》是一部在大規模毀滅場景之間仍然真正引人注目的怪獸電影。」，Metacritic根據34名影評人的評分，採用加權平均分，給該片打出了81分（滿分100分），表明「總體好評」。CinemaScore調查的美國觀眾給這部電影的平均評分為「A」，從A+到F的等級，而PostTrak調查的美國觀眾則給出了92%的總體正面評分，其中83%的人表示他們肯定會推薦這部電影。
《荷里活報導》指出，美國影評人一致讚揚這部電影，是因為山崎令人印象深刻的小成本視覺效果、感人的人性戲劇以及使用怪獸比喻來評論社會。《国际银幕》評論家提姆·格里爾森認為「人們對《哥吉拉-1.0》的可怕龐然大物表現出崇敬之情；觀眾可能會為它所造成的浩劫歡呼，但山崎理解哥吉拉對於陰暗社會所造成的影響。」《Why Tho》的莎拉·穆斯尼基(Sarah Musnicky) 給了這部電影滿分9星的評價，稱它「將贏得世界各地粉絲的心。不僅是為了哥吉拉，而且是為了其中的人類角色，這提醒我們為什麼將靈魂注入其中是很重要的一部怪獸電影。」
凱蒂·萊夫（Katie Rife）在IGN的影評中給了這部電影8星（滿分10星），認為這部電影比《正宗哥吉拉》更具「希望」，「在配樂和心弦上更加膨脹；更少的恐怖和更多的自豪感，甚至（或者尤其是）在喚起日本歷史上的脆弱時期時也是如此。」。《綜藝》的評論家稱讚這部電影擁有「引人入勝的故事情節」和「熱射線呼吸的動作」，使其成為「長篇系列的高潮」。《Collider》給予該片評價為「B+」，認為它成功地平衡了震撼人心的奇觀和緊張動作，以及更複雜的戰爭和損失主題，使其成為一部幾乎不會出錯的堅實怪獸電影。
黛娜·史蒂文斯認為，神木在片中的表演展現了痛苦和脆弱，這是使得這個主角如此令人難忘的關鍵部分。此外，史蒂文斯提到山崎花費了很長時間寫劇本，這讓他感到擔心，因為這涉及到了放射性爬行動物以外的問題，比如如何在戰爭蹂躪下的經濟中謀生，以及神木的角色是否準備好接受典子和養女給予的愛。同時，IGN日本的佐藤大輔讚揚了神木的表演，但認為其他角色，尤其是濱邊飾演的典子，是昭和時代日本人過於刻板的例子。他發現影片對女性角色的表現有爭議，並對現代觀眾接受這些角色感到不安。
《日本時報》的麥特·施利（Matt Schley）批評了電影的角色，認為它們與視覺效果相比「不太令人印象深刻」且「單調」。他指出劇本的某些部分，如電影結尾處激動人心的演講，前海軍指揮官敦促他的部下站起來戰鬥，讓人感到有些翻白眼。但在一篇更為複雜的評論中提及，這部電影「比1950年代以來的任何一部哥吉拉電影都更能喚起原作電影的回憶」，他指出其時代背景「......避免涉及當代問題，更多內容是一部有趣的旅程，而不是用日本最具可塑性的怪獸來比喻我們的煩惱。」
詹姆斯·馬許在《南華早報》的評論中指出，雖然一些批評是針對這部電影「推動親軍事議程」，但主角們「一致強烈批評他們的政府，這迫使他們採取行動」。他補充說，「許多普通公民為了可疑的事業而浪費生命」。馬許後來將《哥吉拉-1.0》評為2023年最佳亞洲電影。
在IndieWire的年度影評人調查中，有158名全球影評人參與投票，將《哥吉拉-1.0》排名第30位。許多RogerEbert.com上的影評人，包括麥特·佐勒·塞茲將其列為他們今年最喜歡的電影之一。萊納德·馬丁在撰寫他2023年最喜歡的電影時也推薦了這部電影。《四城時報》將其稱為「2023年銀幕上最好的電影」。《Collider》的作者將其評為年度最佳日本電影、最佳外語片的第四名、最佳科幻片的第二名和最佳電影的第十一名。此外也在其「2020年代迄今為止的25部最佳電影」中將其排名第22位。
日本電影資訊網站今天的電影在其「20部最佳電影」名單中稱《哥吉拉-1.0》是2023年在日本上映的「毫無疑問的第一」電影；Dead line將這部電影列入「2023年最佳國際電影」名單；Digital Trends和MovieWeb將其評為當年第二佳動作片，後者稱其為「幾十年來（如果不是的話）最偉大的怪物電影之一」；貼上將此片評為年度最佳科幻電影的第三名；《Time Out》將其評為2023年最佳電影的第14位；而TheWrap將其列入「2023年10部最佳動作片」名單。美国电影艺术与科学学院將其列入第96屆奧斯卡金像獎「最佳影片提醒名單」。《富比士》也將其評為有史以來最偉大的真人哥吉拉電影。

### 各界評價
《哥吉拉-1.0》獲得了日本娛樂界及眾多西方知名人士的高度好評。《正宗哥吉拉》聯合導演庵野秀明對電影給予高度評價，他稱影片「製作精良」，並稱讚其技術精湛，認為日本在視覺效果領域有所進步。2014年電影《哥吉拉》導演加雷斯·爱德华承認感到「嫉妒」，並補充說「這就是哥吉拉電影應該有的樣子」，並且這部電影應該「被提及為有史以來最佳哥吉拉電影的候選人」。
在電影的美國首映典禮上，2019年電影《哥吉拉 II 怪獸之王》導演麥可·道格堤告訴山崎和神木，稱這部電影「令人驚嘆」；演員賽斯·葛林則表示：「這是一部充滿情感的電影，我很感動。」
著名電玩遊戲製作人小島秀夫對這部電影給予高度評價，認為「哥吉拉、情節、視覺特效、伊福部的音樂、濱邊美波的演出以及隨後的掌聲，『除了優點之外什麼都沒有』。」，並開玩笑說「結果是+120分，所以我想更改片名」。漫畫家赤坂明稱這部電影的人間劇相當「精彩」，並承認他在觀看某些場景時哭了。電視製片人佐久間宣行覺得它「既舊又新」，但指出「哥吉拉的力量多次讓我起雞皮疙瘩」；另類搖滾樂團BUMP OF CHICKEN的貝斯手直井良文則稱其為「真正精彩的電影」，並補充道：「在很多方面，即使看完它，我的身體也已經麻木了」；喜劇演員大田翔平表示，他已經看過這部電影三遍，並稱其「太有趣了」。

### 美國表現分析
一些美國的媒體分析師和記者指出，這部電影在美國的評論和商業成功超越了近期的好萊塢大片，尤其是超級英雄電影。該電影在僅有1,500萬美元預算下呈現了高品質的視覺效果，相對於好萊塢電影而言這是一個較低的金額。Comscore的高級分析師保羅·德加拉巴迪安（ Paul Dergarabedian）歸功於該電影的成功，他表示這歸因於「超越傳統思維、擁有獨特觀點或不僅僅嘗試複製以前成功的內容」；他將這部電影與同樣成功的2023年電影進行了比較，例如《奧本海默》、《Barbie芭比》和《自由之聲》等，這些電影也提供了新穎和非傳統的觀影體驗。德加拉巴迪安認為，觀眾對於《哥斯拉》或動作片沒有疲勞感，但對於「糟糕的電影」感到疲勞。NBC新聞的薩巴·哈默迪補充說，這部電影證明了，基於回收角色的動作片仍然能夠取得成功。
Collider的山姆·威廉姆森將該電影的票房成功歸因於其僅有1,500萬美元的預算。他指出，日本的勞動法鼓勵製片公司保持低成本，而這是以演員和工作人員需要付出的代價。日本演員古舘寛治表示，日本缺乏演員和電影製片人的工會，這帶來了一個「壓抑的環境，長時間工作和低工資」並導致剝削。

### 爭議
電影上映後，其預算引起了廣泛討論。《Boston.com》與拉沙爾石井指出，儘管預算相對拮据，許多觀眾仍認為該片的視覺效果品質優於許多漫威影業製作、預算高達2000萬的作品。 據報導，其預算不到前作《哥吉拉大戰金剛》（2021年）十分之一。
2023年11月14日，山崎否認本片成本為10億日幣的說法，並表示預算實際上更高。 從同月起，多家媒體——包括《Variety》、《IGN》、《泰晤士报》、《Slate》與《The Hollywood Reporter》——皆稱該片預算為1500萬美元，然而，山崎亦否認該數字，並指出實際成本更低。《印度斯坦時報》報導預算為1000萬美元，山崎後來也證實預算介於1000-1500萬之間。此後，《The A.V. Club》引用的數字為1000-1200萬之間，並補充此為「對日本電影業來說是偏高的範圍」。小島秀夫亦在與山崎的訪談中表示，該片預算不到1500萬之間。
無論如何，東寶與山崎皆未公開實際預算數字，山崎更坦言他不願透露，因為「大家會希望我用那個預算再拍一部電影」。
部分西方記者認為，該片低預算與動畫師人數稀少反映出日本電影產業的勞動條件嚴苛。對此，山崎表示視覺效果團隊並未受到剝削。他補充團隊避免了長時間工作，並在工作室內設置廚房，讓環境「更舒適溫馨」。此外，他解釋日本動畫工作室可分為兩種：「白色公司」與「黑心企業」，其中「黑色」為剝削者；而本片視覺效果公司「白組」，其名在日語中便意指「白色團隊」。
2024年6月1日於Netflix上線後不久，該片在南韓引發爭議。6月12日，《朝鮮日報》報導稱，有人批評片中敷島將戰機撞進哥吉拉口中犧牲自己的一幕，涉嫌「美化神風特攻隊」。據報導，韓國觀眾亦批評哥吉拉的描繪，認為牠被擊敗象徵日本「在精神上獲勝」，因哥吉拉代表著核武器。早在2013年，山崎執導的《永遠的0》就曾因描寫神風特攻隊而受到類似指責。

## 文化影響
根據東寶的說法，《哥吉拉-1.0》被認為是一種「全球現象」，粉絲們將其推向了「流行文化的最前沿」。 截至2024年2月，《好萊塢報道》指出，《哥吉拉-1.0》與吉卜力工作室的《蒼鷺與少年》以及電視劇《幕府將軍》（2024年）和真人版改編作品《海賊王》成為近期日本流行文化在西方復興的重要貢獻者。《Collider》聲稱這部電影「幫助哥吉拉系列變得比以往任何時候都更受歡迎」。由於影片的受歡迎程度，導演山崎和他的視覺效果團隊在隨後被指派創作另一部網路短片《食物浪費怪：人類應該做什麼！》作為味之素宣傳廣告。
《哥吉拉與金剛：新帝國》導演亞當·溫高德表示與《哥吉拉-1.0》導演山崎貴一樣，對哥吉拉描寫有些也來自貓的靈感。

## 獎項
《哥吉拉-1.0》榮獲第96屆奧斯卡金像獎最佳視覺效果獎。此片還榮獲喬治亞影評人協會獎、拉斯维加斯影评人协会奖及西雅圖影評人協會最佳外語獎三項獎項、以及日本電影學院獎的8項獎項。

## 外部連結
- 哥吉拉-1.0的X（前Twitter）
- 官方网站 （日語）
  - 美國官方網站 （页面存档备份，存于）
  - 英國官方網站 （页面存档备份，存于）
  - 德國官方網站 （页面存档备份，存于） （德語）
- 哥吉拉-1.0 （页面存档备份，存于）在東寶的介紹 （日語）
- 互联网电影数据库（IMDb）上《哥吉拉-1.0》的资料（英文）
- 爛番茄上《哥吉拉-1.0》的資料（英文）
- Metacritic上《哥吉拉-1.0》的資料（英文）
- Box Office Mojo上《哥吉拉-1.0》的资料（英文）
- AllMovie上《哥吉拉-1.0》的资料（英文）
- 開眼電影網上《哥吉拉-1.0》的資料（繁體中文）
- 豆瓣电影上《哥吉拉-1.0》的資料 （简体中文）
- 时光网上《哥吉拉-1.0》的資料（简体中文）